# Varga József (színművész, 1965)
Varga József (Beregszász, 1965. március 19. –) magyar színművész.

## Életpályája
1965-ben született a kárpátaljai Beregszászon, iskoláit itt végezte. 1993-ban végzett a kijevi Karpenko Karij Színház- és Filmművészeti Főiskolán. 1993–2006 között a Beregszászi Illyés Gyula Magyar Nemzeti Színház, 2006–2013 között a debreceni Csokonai Színház tagja volt. 2013-tól a Nemzeti Színház színésze.

## Filmes és televíziós szerepei
- Liberté '56 (2006)
- Zuhanórepülés (2007)
- Utolsó idők (2009) ...Szukics József
- Aranyélet (2015-2016) ...Vitya bácsi
- Trezor (2018) ...Danyilov százados
- Doktor Balaton (2021) ...Kórházigazgató
- Blokád (2022) ...Mihail Gorbacsov
- A Király (2022) ...Halottlátó
- Legyetek szeretettel (2023) ...Főhelyszínelő
- Most vagy soha! (2024) ...Ottó pincér
- 1968 – Egy szerelem rekonstrukciója (2024)

## Díjai és kitüntetései
- Mensáros László-díj (2010)[3]
- Magyar Arany Érdemkereszt (2020)[4]